# Джулі Стейвер
Джулі Стейвер (англ. Julie Staver, 4 квітня 1952) — американська хокеїстка на траві.
Бронзова призерка Олімпійських Ігор 1984 року.